# Onosma sangiasense
Onosma sangiasense är en strävbladig växtart som beskrevs av H. Teppner, G. Iatroú. Onosma sangiasense ingår i släktet Onosma och familjen strävbladiga växter. Inga underarter finns listade i Catalogue of Life.